# Francesc Colomer Estruch
Francesc Colomer Estruch (Vic, Osona, 8 de juny de 1997) és un actor català resident a Sant Vicenç de Torelló, on cursa estudis a l'escola La Salle.
Va debutar al cinema amb Pa negre en el personatge de l'Andreu, interpretació que li va merèixer el Premi Goya a l'actor revelació a l'edició de 2011.

## Filmografia
| Any  | Pel·lícula                           | Paper         | Notes                                                          |
| ---- | ------------------------------------ | ------------- | -------------------------------------------------------------- |
| 2010 | Pa negre                             | Andreu        | Goya al millor actor revelació Nominat − Gaudí al millor actor |
| 2013 | Vivir es fácil con los ojos cerrados | Juanjo        |                                                                |
| 2013 | Barcelona, nit d'estiu               |               |                                                                |
| 2014 | 39+1                                 | Ovidi         |                                                                |
| 2017 | 10 trets                             | Aleix Segarra |                                                                |
| 2020 | La Vampira de Barcelona              | Periodista 1  |                                                                |
| 2020 | Los visitados                        | Guille        |                                                                |
| 2022 | Beach House                          |               |                                                                |